# Quận Jackson, Arkansas
Quận Jackson là một quận nằm trong tiểu bang Arkansas, Hoa Kỳ. Đến năm 2000, dân số 18.418 người. Quận lỵ là Newport2 Quận Jackson là quận thứ 23 của Arkansas, thành lập ngày 05 tháng 11 năm 1829, và đặt tên cho Andrew Jackson, Tổng thống thứ bảy của Hoa Kỳ, chủ tịch của Arkansas lúc bang này được nhận vào Liên minh.
Theo Cục điều tra dân số Hoa Kỳ, quận có tổng diện tích 641 dặm vuông (1.661 km ²), trong đó, 634 dặm vuông (1.641 km ²) là đất và 8 dặm vuông (21 km ²) của nó (1,23%) là mặt nước.

## Thông tin nhân khẩu

Tháp tuổi quận Jackson

Theo điều tra dân số 2 năm 2000, quận này đã có dân số 18.418 người, 6.971 hộ, và 4.830 gia đình sống trong quận. Mật độ dân số là 29 người cho mỗi dặm vuông (11/km ²). Có 7.956 đơn vị nhà ở với mật độ trung bình là 13 cho mỗi dặm vuông (5/km ²). Cơ cấu chủng tộc của dân cư sinh sống ở quận này: 80,57% người da trắng, 17,56% da đen hay Mỹ gốc Phi, 0,33% người Mỹ bản xứ, 0,18% người châu Á, 0,01% người đảo Thái Bình Dương, 0,40% từ các chủng tộc khác, và 0,95% từ hai hoặc nhiều chủng tộc. 1,27% dân số là người Hispanic hay Latino thuộc chủng tộc nào.
Có 6.971 hộ, trong đó 27,70% có trẻ em dưới 18 tuổi sống chung với họ, 52,20% là các cặp vợ chồng sống với nhau, 13,10% có chủ hộ là nữ không có mặt chồng, và 30,70% là không lập gia đình. 27,90% của tất cả các hộ gia đình đã được tạo thành từ các cá nhân và 14,40% có người sống một mình 65 tuổi trở lên đã được người. Bình quân mỗi hộ là 2,40 và cỡ gia đình trung bình là 2,92.
Trong quận có cơ cấu tuổi dân số là 22,20% ở độ tuổi dưới 18, 11,50% 18-24, 26,00% 25-44, 23,80% 45-64, và 16,50% 65 tuổi trở lên. Tuổi trung bình là 38 năm. Cứ mỗi 100 nữ có 91,20 nam giới. Cứ mỗi 100 nữ 18 tuổi trở lên, đã có 87,80 nam giới.
Thu nhập trung bình cho một hộ gia đình trong quận đã được 25.081 Mỹ kim, và thu nhập trung bình cho một gia đình là 32.661 USD. Nam giới có thu nhập trung bình 26.744 đô la Mỹ so với 17.830 USD đối với phái nữ. Thu nhập trên đầu cho các quận được 14.564 USD. Giới 13,20% gia đình và 17,40% của dân số sống dưới ngưỡng nghèo, bao gồm 25,00% của những người dưới độ tuổi 18 và 16,70% có độ tuổi từ 65 trở lên.

## Thành phố và Thị trấn
| - Amagon - Beedeville - Campbell Station | - Diaz - Grubbs - Jacksonport | - Newport - Swifton - Tuckerman | - Tupelo - Weldon |